# Тур WTA 1980
Тур WTA 1980 був 8-м сезоном від створення Жіночої тенісної асоціації, тривав з січня 1980 до січня 1981 року та містив 53 турніри.
Тур був поділений на дві спонсоровані серії: Avon Series і Colgate Series, охоплював чотири турніри Великого шолома.

## Графік
Нижче наведено повний розклад  турнірів сезону, включаючи перелік тенісистів, які дійшли на турнірах щонайменше до чвертьфіналу.
Позначення
| Турніри Великого шолома |
| Чемпіонат WTA           |
| Avon Championships      |
| Colgate Series          |
| Турніри поза туром      |
| Командні змагання       |

### Січень
| Тиждень  | Турнір | Чемпіонки                                    | Фіналістки                  | Півфіналістки                     | Чвертьфіналістки                                                 |
| -------- | --- | -------------------------------------------- | --------------------------- | --------------------------------- | ---------------------------------------------------------------- |
| 7 січня  | Avon Championships of Cincinnati Цинциннаті, США Avon Championships Circuit $150,000 – Килим (i) – 32S/16D Одиночний розряд – Парний розряд       | Трейсі Остін 6–2, 6–1                        | Кріс Еверт                  | Діанне Фромгольтц Біллі Джин Кінг | Грір Стівенс Керолайн Столл Венді Тернбулл Кеті Джордан          |
| 7 січня  | Avon Championships of Cincinnati Цинциннаті, США Avon Championships Circuit $150,000 – Килим (i) – 32S/16D Одиночний розряд – Парний розряд       | Лора Дюпонт Пем Шрайвер 6–3, 6–3             | Міма Яушовець Енн Кійомура  | Діанне Фромгольтц Біллі Джин Кінг | Грір Стівенс Керолайн Столл Венді Тернбулл Кеті Джордан          |
| 14 січня | Avon Championships of Kansas Канзас-Сіті (Канзас), США Avon Championships Circuit $125,000 – Килим (i) – 32S/16D Одиночний розряд – Парний розряд | Мартіна Навратілова 6–0, 6–2                 | Грір Стівенс                | Вірджинія Вейд Сью Баркер         | Пем Шрайвер Діанне Фромгольтц Беттіна Бюнге Івонн Гулагонг-Коулі |
| 14 січня | Avon Championships of Kansas Канзас-Сіті (Канзас), США Avon Championships Circuit $125,000 – Килим (i) – 32S/16D Одиночний розряд – Парний розряд | Біллі Джин Кінг Мартіна Навратілова 6–3, 6–1 | Лора Дюпонт Пем Шрайвер     | Вірджинія Вейд Сью Баркер         | Пем Шрайвер Діанне Фромгольтц Беттіна Бюнге Івонн Гулагонг-Коулі |
| 21 січня | Avon Championships of Chicago Чикаго, США Avon Championships Circuit $200,000 – Килим (i) – 56S/28D Одиночний розряд – Парний розряд              | Мартіна Навратілова 6–4, 6–4                 | Кріс Еверт                  | Біллі Джин Кінг Венді Тернбулл    | Грір Стівенс Діанне Фромгольтц Сільвія Ганіка Кеті Джордан       |
| 21 січня | Avon Championships of Chicago Чикаго, США Avon Championships Circuit $200,000 – Килим (i) – 56S/28D Одиночний розряд – Парний розряд              | Біллі Джин Кінг Мартіна Навратілова 6–3, 6–4 | Сільвія Ганіка Кеті Джордан | Біллі Джин Кінг Венді Тернбулл    | Грір Стівенс Діанне Фромгольтц Сільвія Ганіка Кеті Джордан       |
| 28 січня | Avon Championships of Seattle Сіетл, США Avon Championships Circuit $150,000 – Килим (i) – 32S/16D Одиночний розряд – Парний розряд               | Трейсі Остін 6–2, 7–6(7–1)                   | Вірджинія Вейд              | Кріс Еверт Андреа Єйгер           | Сільвія Ганіка Грір Стівенс Сью Баркер Вірджинія Рузіч           |
| 28 січня | Avon Championships of Seattle Сіетл, США Avon Championships Circuit $150,000 – Килим (i) – 32S/16D Одиночний розряд – Парний розряд               | Розмарі Касалс Венді Тернбулл 6–4, 2–6, 7–5  | Вірджинія Вейд Грір Стівенс | Кріс Еверт Андреа Єйгер           | Сільвія Ганіка Грір Стівенс Сью Баркер Вірджинія Рузіч           |

### Лютий
| Тиждень   | Турнір | Чемпіонки                                   | Фіналістки                  | Півфіналістки                    | Чвертьфіналістки                                            |
| --------- | --- | ------------------------------------------- | --------------------------- | -------------------------------- | ----------------------------------------------------------- |
| 4 лютого  | Avon Championships of Los Angeles Лос-Анджелес, США Avon Championships Circuit $150,000 – Тверде – 32S/16D Одиночний розряд – Парний розряд          | Мартіна Навратілова 6–2, 6–0                | Трейсі Остін                | Венді Тернбулл Вірджинія Вейд    | Вірджинія Рузіч Роберта Маккаллум Сью Баркер Керолайн Столл |
| 4 лютого  | Avon Championships of Los Angeles Лос-Анджелес, США Avon Championships Circuit $150,000 – Тверде – 32S/16D Одиночний розряд – Парний розряд          | Розмарі Касалс Мартіна Навратілова 7–6, 6–2 | Кеті Джордан Енн Сміт       | Венді Тернбулл Вірджинія Вейд    | Вірджинія Рузіч Роберта Маккаллум Сью Баркер Керолайн Столл |
| 11 лютого | Avon Championships of California Окленд (Каліфорнія), США Avon Championships Circuit $150,000 – Килим (i) – 32S/16D Одиночний розряд – Парний розряд | Мартіна Навратілова 6–1, 7–6(7–4)           | Івонн Гулагонг-Коулі        | Террі Голледей Вірджинія Вейд    | Кеті Джордан Біллі Джин Кінг Розмарі Касалс Грір Стівенс    |
| 11 лютого | Avon Championships of California Окленд (Каліфорнія), США Avon Championships Circuit $150,000 – Килим (i) – 32S/16D Одиночний розряд – Парний розряд | Сью Баркер Енн Кійомура 6–0, 6–4            | Грір Стівенс Вірджинія Вейд | Террі Голледей Вірджинія Вейд    | Кеті Джордан Біллі Джин Кінг Розмарі Касалс Грір Стівенс    |
| 18 лютого | Avon Championships of Detroit Детройт, США Avon Championships Circuit $200,000 – Килим (i) – 64S/32D Одиночний розряд – Парний розряд                | Біллі Джин Кінг 6–3, 6–0                    | Івонн Гулагонг-Коулі        | Діанне Фромгольтц Венді Тернбулл | Кеті Джордан Террі Голледей Андреа Єйгер Вірджинія Рузіч    |
| 18 лютого | Avon Championships of Detroit Детройт, США Avon Championships Circuit $200,000 – Килим (i) – 64S/32D Одиночний розряд – Парний розряд                | Біллі Джин Кінг Ілана Клосс 3–6, 6–3, 6–2   | Кеті Джордан Енн Сміт       | Діанне Фромгольтц Венді Тернбулл | Кеті Джордан Террі Голледей Андреа Єйгер Вірджинія Рузіч    |
| 25 лютого | Avon Championships of Houston Х'юстон, США Avon Championships Circuit $150,000 – Килим (i) – 33S/15D Одиночний розряд – Парний розряд                | Біллі Джин Кінг 6–1, 6–3                    | Мартіна Навратілова         | Венді Тернбулл Грір Стівенс      | Вірджинія Рузіч Діанне Фромгольтц Сью Баркер Трейсі Остін   |
| 25 лютого | Avon Championships of Houston Х'юстон, США Avon Championships Circuit $150,000 – Килим (i) – 33S/15D Одиночний розряд – Парний розряд                | Біллі Джин Кінг Ілана Клосс 3–6, 6–1, 6–4   | Бетті Стеве Венді Тернбулл  | Венді Тернбулл Грір Стівенс      | Вірджинія Рузіч Діанне Фромгольтц Сью Баркер Трейсі Остін   |

### Березень
| Тиждень    | Турнір | Чемпіонки                                         | Фіналістки                    | Півфіналістки                        | Чвертьфіналістки                                            |
| ---------- | --- | ------------------------------------------------- | ----------------------------- | ------------------------------------ | ----------------------------------------------------------- |
| 3 березня  | Avon Championships of Dallas Даллас, США Avon Championships Circuit $150,000 – Килим (i) – 56S/32D Одиночний розряд – Парний розряд | Мартіна Навратілова 6–3, 6–2                      | Івонн Гулагонг-Коулі          | Вірджинія Вейд Діанне Фромгольтц     | Кеті Джордан Пем Шрайвер Венді Тернбулл Беттіна Бюнге       |
| 3 березня  | Avon Championships of Dallas Даллас, США Avon Championships Circuit $150,000 – Килим (i) – 56S/32D Одиночний розряд – Парний розряд | Біллі Джин Кінг Мартіна Навратілова 4–6, 6–3, 6–3 | Розмарі Касалс Венді Тернбулл | Вірджинія Вейд Діанне Фромгольтц     | Кеті Джордан Пем Шрайвер Венді Тернбулл Беттіна Бюнге       |
| 10 березня | Avon Championships of Boston Бостон, США Avon Championships Circuit $125,000 – Килим (i) – 32S/16D Одиночний розряд – Парний розряд | Трейсі Остін 6–2, 6–1                             | Вірджинія Вейд                | Біллі Джин Кінг Міма Яушовець        | Вірджинія Рузіч Кеті Джордан Стейсі Марголін Джоанн Расселл |
| 10 березня | Avon Championships of Boston Бостон, США Avon Championships Circuit $125,000 – Килим (i) – 32S/16D Одиночний розряд – Парний розряд | Розмарі Касалс Венді Тернбулл 6–4, 7–6(7–4)       | Біллі Джин Кінг Ілана Клосс   | Біллі Джин Кінг Міма Яушовець        | Вірджинія Рузіч Кеті Джордан Стейсі Марголін Джоанн Расселл |
| 17 березня | Avon Championships New York City, США WTA Championships $300,000 – Килим (i) – 8S/4D Одиночний розряд – Парний розряд               | Трейсі Остін 6–2, 2–6, 6–2                        | Мартіна Навратілова           | Івонн Гулагонг-Коулі Біллі Джин Кінг |                                                             |
| 17 березня | Avon Championships New York City, США WTA Championships $300,000 – Килим (i) – 8S/4D Одиночний розряд – Парний розряд               | Біллі Джин Кінг Мартіна Навратілова 6–3, 4–6, 6–3 | Розмарі Касалс Венді Тернбулл | Івонн Гулагонг-Коулі Біллі Джин Кінг |                                                             |
| 24 березня | Clairol Crown Карлсбад (Каліфорнія), США Non-Tour Турнір $200,000 – Ґрунт – 4S/2D                                                   | Трейсі Остін 6–4, 6–3                             | Мартіна Навратілова           | Івонн Гулагонг-Коулі Біллі Джин Кінг |                                                             |
| 24 березня | Honda Civic Classic Карлсбад (Каліфорнія), США Colgate Series (A) $30,000 – Килим (i) – 32S/16D Одиночний розряд – Парний розряд    | Пем Шрайвер 6–1, 6–2                              | Кейт Летем                    | Стейсі Марголін Пем Тігуарден        | Рената Томанова Террі Голледей Рене Річардс Джінн Дювалл    |
| 24 березня | Honda Civic Classic Карлсбад (Каліфорнія), США Colgate Series (A) $30,000 – Килим (i) – 32S/16D Одиночний розряд – Парний розряд    | Лора Дюпонт Пем Шрайвер 6–7, 6–4, 6–1             | Розмарі Касалс Джоанн Расселл | Стейсі Марголін Пем Тігуарден        | Рената Томанова Террі Голледей Рене Річардс Джінн Дювалл    |
| 31 березня | Bridgestone Doubles Championships Tokyo, Японія Colgate Series $150,000 – Килим (i) – 8D Парний розряд                              | Біллі Джин Кінг Мартіна Навратілова 7–5, 6–3      | Сью Баркер Енн Кійомура       |                                      |                                                             |

### Квітень
| Тиждень   | Турнір | Чемпіонки                                     | Фіналістки               | Півфіналістки                             | Чвертьфіналістки                                               |
| --------- | --- | --------------------------------------------- | ------------------------ | ----------------------------------------- | -------------------------------------------------------------- |
| 7 квітня  | Family Circle Cup Чарлстон (Південна Кароліна), США Colgate Series (AAA) $150,000 – Ґрунт – 56S/32D Одиночний розряд – Парний розряд | Трейсі Остін 3–6, 6–1, 6–0                    | Регіна Маршикова         | Іванна Мадруга Гана Мандлікова            | Івонн Вермак Вірджинія Рузіч Кеті Джордан Івонн Гулагонг-Коулі |
| 7 квітня  | Family Circle Cup Чарлстон (Південна Кароліна), США Colgate Series (AAA) $150,000 – Ґрунт – 56S/32D Одиночний розряд – Парний розряд | Кеті Джордан Енн Сміт 6–1, 6–1                | Кенді Рейнолдс Пола Сміт | Іванна Мадруга Гана Мандлікова            | Івонн Вермак Вірджинія Рузіч Кеті Джордан Івонн Гулагонг-Коулі |
| 14 квітня | Murjani WTA Championships Амелія (острів), США Colgate Series (AA) $100,000 – Ґрунт – 56S/32D Одиночний розряд – Парний розряд       | Мартіна Навратілова 5–7, 6–3, 6–2             | Гана Мандлікова          | Вірджинія Рузіч Івонн Вермак              | Пем Шрайвер Іванна Мадруга Джінн Дювалл Леслі Аллен            |
| 14 квітня | Murjani WTA Championships Амелія (острів), США Colgate Series (AA) $100,000 – Ґрунт – 56S/32D Одиночний розряд – Парний розряд       | Розмарі Касалс Ілана Клосс 7–6(7–5), 7–6(7–3) | Кеті Джордан Пем Шрайвер | Вірджинія Рузіч Івонн Вермак              | Пем Шрайвер Іванна Мадруга Джінн Дювалл Леслі Аллен            |
| 28 квітня | United Airlines Sunbird Cup Орландо, США Colgate Series (AAAA) $200,000 – Ґрунт – 20S Одиночний розряд – Парний розряд               | Мартіна Навратілова 6–2, 6–4                  | Трейсі Остін             | Барбара Джордан (тенісистка) Андреа Єйгер | Пем Шрайвер Пола Сміт Сью Баркер Іванна Мадруга                |

### Травень
| Тиждень            | Турнір | Чемпіонки                                | Фіналістки                       | Півфіналістки                                                   | Чвертьфіналістки                                           |
| ------------------ | --- | ---------------------------------------- | -------------------------------- | --------------------------------------------------------------- | ---------------------------------------------------------- |
| 5 травня           | Internazionali d'Italia Перуджа, Італія Colgate Series $100,000 – Ґрунт – 56S/32D Одиночний розряд – Парний розряд                             | Кріс Еверт 5–7, 6–2, 6–2                 | Вірджинія Рузіч                  | Гана Мандлікова Іванна Мадруга                                  | Лора Дюпонт Рената Томанова Беттіна Бюнге Вірджинія Вейд   |
| 5 травня           | Internazionali d'Italia Перуджа, Італія Colgate Series $100,000 – Ґрунт – 56S/32D Одиночний розряд – Парний розряд                             | Гана Мандлікова Рената Томанова 6–4, 6–1 | Іванна Мадруга Адріана Віллагран | Гана Мандлікова Іванна Мадруга                                  | Лора Дюпонт Рената Томанова Беттіна Бюнге Вірджинія Вейд   |
| 19 травня          | Federation Cup Західний Берлін, West Німеччина Team event Ґрунт                                                                                | Сполучені Штати Америки · 3-0            | Австралія ·                      | Чехословаччина · Федеративна Республіка Німеччина (1949—1990) · | Радянський Союз · Румунія · Велика Британія · Швеція       |
| 26 травня 2 червня | Відкритий чемпіонат Франції з тенісу Paris, Франція Великий Шолом $300,000 – Ґрунт – 112S/64Q/48D/32X Одиночний розряд – Парний розряд – Мікст | Кріс Еверт 6–0, 6–3                      | Вірджинія Рузіч                  | Гана Мандлікова Діанне Фромгольтц                               | Кеті Джордан Іванна Мадруга Венді Тернбулл Біллі Джин Кінг |
| 26 травня 2 червня | Відкритий чемпіонат Франції з тенісу Paris, Франція Великий Шолом $300,000 – Ґрунт – 112S/64Q/48D/32X Одиночний розряд – Парний розряд – Мікст | Кеті Джордан Енн Сміт 6–1, 6–0           | Іванна Мадруга Адріана Віллагран | Гана Мандлікова Діанне Фромгольтц                               | Кеті Джордан Іванна Мадруга Венді Тернбулл Біллі Джин Кінг |
| 26 травня 2 червня | Відкритий чемпіонат Франції з тенісу Paris, Франція Великий Шолом $300,000 – Ґрунт – 112S/64Q/48D/32X Одиночний розряд – Парний розряд – Мікст | Енн Сміт Біллі Мартін 2–6, 6–4, 8–6      | Рената Томанова Станіслав Бірнер | Гана Мандлікова Діанне Фромгольтц                               | Кеті Джордан Іванна Мадруга Венді Тернбулл Біллі Джин Кінг |

### Червень
| Тиждень             | Турнір | Чемпіонки                                  | Фіналістки                       | Півфіналістки                    | Чвертьфіналістки                                          |
| ------------------- | --- | ------------------------------------------ | -------------------------------- | -------------------------------- | --------------------------------------------------------- |
| 9 червня            | Crossley Carpets Tournament Чичестер, Велика Британія Colgate Series $100,000 – Трава – 56S/28D Одиночний розряд – Парний розряд        | Кріс Еверт 6–3, 6–7(4–7), 7–5              | Івонн Гулагонг-Коулі             | Пем Шрайвер Бетті Стеве          | Андреа Єйгер Бетсі Нагелсен Шерон Волш Беттіна Бюнге      |
| 9 червня            | Crossley Carpets Tournament Чичестер, Велика Британія Colgate Series $100,000 – Трава – 56S/28D Одиночний розряд – Парний розряд        | Пем Шрайвер Бетті Стеве 6–4, 7–5           | Розмарі Касалс Венді Тернбулл    | Пем Шрайвер Бетті Стеве          | Андреа Єйгер Бетсі Нагелсен Шерон Волш Беттіна Бюнге      |
| 16 червня           | BMW Challenge Істборн, Велика Британія Colgate Series $150,000 – Трава – 64S/32D Одиночний розряд – Парний розряд                       | Трейсі Остін 7–6, 6–2                      | Венді Тернбулл                   | Грір Стівенс Mareen Louie Harper | Бетті Стеве Діанне Фромгольтц Даян Десфор Гана Мандлікова |
| 16 червня           | BMW Challenge Істборн, Велика Британія Colgate Series $150,000 – Трава – 64S/32D Одиночний розряд – Парний розряд                       | Кеті Джордан Енн Сміт 6–4, 6–1             | Пем Шрайвер Бетті Стеве          | Грір Стівенс Mareen Louie Harper | Бетті Стеве Діанне Фромгольтц Даян Десфор Гана Мандлікова |
| 23 червня 30 червня | Вімблдонський турнір London, Велика Британія Великий Шолом $300,000 – Трава – 112S/64Q/48D/48X Одиночний розряд – Парний розряд – Мікст | Івонн Гулагонг-Коулі 6–1, 7–6(7–4)         | Кріс Еверт                       | Мартіна Навратілова Трейсі Остін | Біллі Джин Кінг Андреа Єйгер Венді Тернбулл Грір Стівенс  |
| 23 червня 30 червня | Вімблдонський турнір London, Велика Британія Великий Шолом $300,000 – Трава – 112S/64Q/48D/48X Одиночний розряд – Парний розряд – Мікст | Кеті Джордан Енн Сміт 4–6, 7–5, 6–1        | Розмарі Касалс Венді Тернбулл    | Мартіна Навратілова Трейсі Остін | Біллі Джин Кінг Андреа Єйгер Венді Тернбулл Грір Стівенс  |
| 23 червня 30 червня | Вімблдонський турнір London, Велика Британія Великий Шолом $300,000 – Трава – 112S/64Q/48D/48X Одиночний розряд – Парний розряд – Мікст | Трейсі Остін Джон Остін 4–6, 7–6(8–6), 6–3 | Діанне Фромгольтц Марк Едмондсон | Мартіна Навратілова Трейсі Остін | Біллі Джин Кінг Андреа Єйгер Венді Тернбулл Грір Стівенс  |

### Липень
| Тиждень  | Турнір | Чемпіонки                                         | Фіналістки                      | Півфіналістки                   | Чвертьфіналістки                                                |
| -------- | --- | ------------------------------------------------- | ------------------------------- | ------------------------------- | --------------------------------------------------------------- |
| 14 липня | Player's Classic Монреаль, Quebec, Канада Colgate Series (AA) $100,000 – Тверде – 56S/32D Одиночний розряд – Парний розряд                            | Мартіна Навратілова 6–2, 6–1                      | Грір Стівенс                    | Джоанн Расселл Пем Шрайвер      | Енн Сміт Лора Дюпонт Енн Кійомура Джоанн Расселл                |
| 14 липня | Player's Classic Монреаль, Quebec, Канада Colgate Series (AA) $100,000 – Тверде – 56S/32D Одиночний розряд – Парний розряд                            | Енн Сміт Пем Шрайвер 3–6, 6–6(6–3) ret.           | Енн Кійомура Грір Стівенс       | Джоанн Расселл Пем Шрайвер      | Енн Сміт Лора Дюпонт Енн Кійомура Джоанн Расселл                |
| 21 липня | Central Fidelity Banks International Ричмонд (Вірджинія), VA, США Colgate Series (AA) $100,000 – Килим (i) – 32S/16D Одиночний розряд – Парний розряд | Мартіна Навратілова 6–3, 6–0                      | Мері-Лу Деніелс                 | Пем Шрайвер Бетсі Нагелсен      | Барбара Поттер Стейсі Марголін Розалін Феербенк Венді Вайт      |
| 21 липня | Central Fidelity Banks International Ричмонд (Вірджинія), VA, США Colgate Series (AA) $100,000 – Килим (i) – 32S/16D Одиночний розряд – Парний розряд | Біллі Джин Кінг Мартіна Навратілова 6–4, 4–6, 6–3 | Пем Шрайвер Енн Сміт            | Пем Шрайвер Бетсі Нагелсен      | Барбара Поттер Стейсі Марголін Розалін Феербенк Венді Вайт      |
| 21 липня | Austrian Open Кіцбюель, Австрія Colgate Series (A) $50,000 – Ґрунт – 32S/16D Одиночний розряд – Парний розряд                                         | Вірджинія Рузіч 3–6, 1-1 Ret                      | Гана Мандлікова                 | Сільвія Ганіка Регіна Маршикова | Гана Страхонова Рената Томанова Гайді Айстерленер Іва Бударжова |
| 21 липня | Austrian Open Кіцбюель, Австрія Colgate Series (A) $50,000 – Ґрунт – 32S/16D Одиночний розряд – Парний розряд                                         | Клаудія Коде-Кільш Ева Пфафф Walkover             | Гана Мандлікова Рената Томанова | Сільвія Ганіка Регіна Маршикова | Гана Страхонова Рената Томанова Гайді Айстерленер Іва Бударжова |
| 28 липня | Wells Fargo Open Сан-Дієго, США Colgate Series (AA) $125,000 – Тверде- 32S/16D Одиночний розряд – Парний розряд                                       | Трейсі Остін 6–1, 6–3                             | Венді Тернбулл                  | Стейсі Марголін Енн Кійомура    | Розалін Феербенк Террі Голледей Лора Дюпонт Даян Десфор         |
| 28 липня | Wells Fargo Open Сан-Дієго, США Colgate Series (AA) $125,000 – Тверде- 32S/16D Одиночний розряд – Парний розряд                                       | Трейсі Остін Енн Кійомура 3–6, 6–4, 6–3           | Розмарі Касалс Венді Тернбулл   | Стейсі Марголін Енн Кійомура    | Розалін Феербенк Террі Голледей Лора Дюпонт Даян Десфор         |

### Серпень
| Тиждень             | Турнір | Чемпіонки                                         | Фіналістки                      | Півфіналістки                       | Чвертьфіналістки                                           |
| ------------------- | --- | ------------------------------------------------- | ------------------------------- | ----------------------------------- | ---------------------------------------------------------- |
| 4 серпня            | U.S. Clay Court Championships Індіанаполіс, США Colgate Series $200,000 – Ґрунт – 56S/32D Одиночний розряд – Парний розряд                       | Кріс Еверт 6–4, 6–3                               | Андреа Єйгер                    | Іванна Мадруга Івонн Гулагонг-Коулі | Енн Вайт Гана Страхонова Мері-Лу Деніелс Регіна Маршикова  |
| 4 серпня            | U.S. Clay Court Championships Індіанаполіс, США Colgate Series $200,000 – Ґрунт – 56S/32D Одиночний розряд – Парний розряд                       | Енн Сміт Пола Сміт 4–6, 6–3, 6–4                  | Вірджинія Рузіч Рената Томанова | Іванна Мадруга Івонн Гулагонг-Коулі | Енн Вайт Гана Страхонова Мері-Лу Деніелс Регіна Маршикова  |
| 11 серпня           | Player's Canadian Open Торонто, Ontario, Канада Colgate Series $150,000 – Тверде – 56S/32D Одиночний розряд – Парний розряд                      | Кріс Еверт 6–3, 6–1                               | Вірджинія Рузіч                 | Кеті Джордан Пем Шрайвер            | Енн Сміт Івонн Гулагонг-Коулі Андреа Єйгер Гана Мандлікова |
| 11 серпня           | Player's Canadian Open Торонто, Ontario, Канада Colgate Series $150,000 – Тверде – 56S/32D Одиночний розряд – Парний розряд                      | Андреа Єйгер Регіна Маршикова 6–1, 6–3            | Енн Кійомура Бетсі Нагелсен     | Кеті Джордан Пем Шрайвер            | Енн Сміт Івонн Гулагонг-Коулі Андреа Єйгер Гана Мандлікова |
| 18 серпня           | Volvo Women's Cup Мава (Нью-Джерсі), США Colgate Series $100,000 – Тверде – 56S/32D Одиночний розряд – Парний розряд                             | Гана Мандлікова 6–7(0–7), 6–2, 6–2                | Андреа Єйгер                    | Сільвія Ганіка Мартіна Навратілова  | Трейсі Остін Трей Льюїс Діанне Фромгольтц Кеті Джордан     |
| 18 серпня           | Volvo Women's Cup Мава (Нью-Джерсі), США Colgate Series $100,000 – Тверде – 56S/32D Одиночний розряд – Парний розряд                             | Мартіна Навратілова Кенді Рейнолдс 4–6, 6–3, 6–1  | Пем Шрайвер Бетті Стеве         | Сільвія Ганіка Мартіна Навратілова  | Трейсі Остін Трей Льюїс Діанне Фромгольтц Кеті Джордан     |
| 25 серпня 1 вересня | Відкритий чемпіонат США з тенісу Флашинг-Медоуз, USA Великий Шолом $350,000 – Тверде – 128S/64Q/64D/32X Одиночний розряд – Парний розряд – Мікст | Кріс Еверт 5–7, 6–1, 6–1                          | Гана Мандлікова                 | Трейсі Остін Андреа Єйгер           | Пем Шрайвер Міма Яушовець Іванна Мадруга Барбара Геллквіст |
| 25 серпня 1 вересня | Відкритий чемпіонат США з тенісу Флашинг-Медоуз, USA Великий Шолом $350,000 – Тверде – 128S/64Q/64D/32X Одиночний розряд – Парний розряд – Мікст | Біллі Джин Кінг Мартіна Навратілова 7–6(7–2), 7–5 | Пем Шрайвер Бетті Стеве         | Трейсі Остін Андреа Єйгер           | Пем Шрайвер Міма Яушовець Іванна Мадруга Барбара Геллквіст |
| 25 серпня 1 вересня | Відкритий чемпіонат США з тенісу Флашинг-Медоуз, USA Великий Шолом $350,000 – Тверде – 128S/64Q/64D/32X Одиночний розряд – Парний розряд – Мікст | Венді Тернбулл Марті Ріссен 7–5, 6–2              | Бетті Стеве Фрю Макміллан       | Трейсі Остін Андреа Єйгер           | Пем Шрайвер Міма Яушовець Іванна Мадруга Барбара Геллквіст |

### Вересень
| Тиждень    | Турнір | Чемпіонки                                 | Фіналістки                                  | Півфіналістки                      | Чвертьфіналістки                                                       |
| ---------- | --- | ----------------------------------------- | ------------------------------------------- | ---------------------------------- | ---------------------------------------------------------------------- |
| 8 вересня  | Toray Sillook Open Tokyo, Японія Colgate Series $100,000 – Килим (i) – 28S Одиночний розряд                               | Біллі Джин Кінг 7–5, 6–4                  | Террі Голледей                              | Діанне Фромгольтц Леслі Аллен      | Міма Яушовець Регіна Маршикова Гана Мандлікова Венді Тернбулл          |
| 8 вересня  | Women‟s Games Атланта, Солт-Лейк-Сіті, США Colgate Series $50,000 – Тверде – 16S/8D Одиночний розряд – Парний розряд      | Вірджинія Рузіч 6–1, 6–3                  | Іванна Мадруга                              | Барбара Поттер Таня Гартфорд       | Пем Тігуарден Джоанн Расселл Барбара Джордан (тенісистка) Луча Романов |
| 8 вересня  | Women‟s Games Атланта, Солт-Лейк-Сіті, США Colgate Series $50,000 – Тверде – 16S/8D Одиночний розряд – Парний розряд      | Вірджинія Рузіч Пем Тігуарден 6–4, 7–5    | Барбара Джордан (тенісистка) Джоанн Расселл | Барбара Поттер Таня Гартфорд       | Пем Тігуарден Джоанн Расселл Барбара Джордан (тенісистка) Луча Романов |
| 15 вересня | Buick Riviera Classic Атланта, Лас-Вегас, США Colgate Series $200,000 – Тверде – 32S/16D Одиночний розряд – Парний розряд | Андреа Єйгер 7–5, 4–6, 6–3                | Гана Мандлікова                             | Мартіна Навратілова Сільвія Ганіка | Венді Тернбулл Кеті Джордан Енн Сміт Міма Яушовець                     |
| 15 вересня | Buick Riviera Classic Атланта, Лас-Вегас, США Colgate Series $200,000 – Тверде – 32S/16D Одиночний розряд – Парний розряд | Кеті Джордан Енн Сміт 2–6, 6–4, 6–3       | Мартіна Навратілова Бетті Стеве             | Мартіна Навратілова Сільвія Ганіка | Венді Тернбулл Кеті Джордан Енн Сміт Міма Яушовець                     |
| 22 вересня | Davison's Classic Атланта, США Colgate Series (AA) $100,000 – Тверде – 32S/16D Одиночний розряд – Парний розряд           | Гана Мандлікова 6–3, 7–5                  | Венді Тернбулл                              | Кріс Еверт Діанне Фромгольтц       | Кеті Джордан Пем Тігуарден Луча Романов Джоанн Расселл                 |
| 22 вересня | Davison's Classic Атланта, США Colgate Series (AA) $100,000 – Тверде – 32S/16D Одиночний розряд – Парний розряд           | Барбара Поттер Шерон Волш 6–3, 6–1        | Кеті Джордан Енн Сміт                       | Кріс Еверт Діанне Фромгольтц       | Кеті Джордан Пем Тігуарден Луча Романов Джоанн Расселл                 |
| 29 вересня | US Indoors Гартфорд (Коннектикут), США CN Colgate Series $100,000 – Килим (i) – 32S/16D Одиночний розряд – Парний розряд  | Трейсі Остін 6–1, 2–6, 6–2                | Діанне Фромгольтц                           | Венді Тернбулл Біллі Джин Кінг     | Енн Сміт Енн Гоббс Рене Річардс Роберта Маккаллум                      |
| 29 вересня | US Indoors Гартфорд (Коннектикут), США CN Colgate Series $100,000 – Килим (i) – 32S/16D Одиночний розряд – Парний розряд  | Енн Кійомура Кенді Рейнолдс 6–3, 4–6, 6–1 | Енн Сміт Пола Сміт                          | Венді Тернбулл Біллі Джин Кінг     | Енн Сміт Енн Гоббс Рене Річардс Роберта Маккаллум                      |

### Жовтень
| Тиждень   | Турнір | Чемпіонки                                   | Фіналістки                         | Півфіналістки                         | Чвертьфіналістки                                                 |
| --------- | --- | ------------------------------------------- | ---------------------------------- | ------------------------------------- | ---------------------------------------------------------------- |
| 6 жовтня  | Thunderbird Classic Фінікс, USA Colgate Series $100,000 – Тверде – 32S/16D Одиночний розряд – Парний розряд                | Регіна Маршикова 7–6(10–8), 7–6(7–3)        | Венді Тернбулл                     | Керолайн Столл Пем Шрайвер            | Трейсі Остін Трей Льюїс Дана Гілберт Лі Док Хі                   |
| 6 жовтня  | Thunderbird Classic Фінікс, USA Colgate Series $100,000 – Тверде – 32S/16D Одиночний розряд – Парний розряд                | Пем Шрайвер Пола Сміт 6–0, 6–4              | Енн Кійомура Кенді Рейнолдс        | Керолайн Столл Пем Шрайвер            | Трейсі Остін Трей Льюїс Дана Гілберт Лі Док Хі                   |
| 13 жовтня | Borden Classic Nagoya, Японія Colgate Series $50,000 – Тверде – 32S/16D Одиночний розряд – Парний розряд                   | Дана Гілберт 5-1 ret                        | Барбара Джордан (тенісистка)       | Гайді Айстерленер Mareen Louie Harper | Іванна Мадруга Ліндсі Морс Рената Томанова Марсі Луї             |
| 13 жовтня | Borden Classic Nagoya, Японія Colgate Series $50,000 – Тверде – 32S/16D Одиночний розряд – Парний розряд                   | Ліндсі Морс Джин Неченд 6–3, 6–1            | Неріда Грегорі Маріе Пінтерова     | Гайді Айстерленер Mareen Louie Harper | Іванна Мадруга Ліндсі Морс Рената Томанова Марсі Луї             |
| 13 жовтня | Lynda Carter Classic Дірфілд-Біч, США Colgate Series $125,000 – Тверде – 32S/16D Одиночний розряд – Парний розряд          | Кріс Еверт 6–4, 6–1                         | Андреа Єйгер                       | Регіна Маршикова Мартіна Навратілова  | Вірджинія Рузіч Шеррі Екер Пем Шрайвер Сью Баркер                |
| 13 жовтня | Lynda Carter Classic Дірфілд-Біч, США Colgate Series $125,000 – Тверде – 32S/16D Одиночний розряд – Парний розряд          | Андреа Єйгер Регіна Маршикова 1–6, 6–1, 6–2 | Мартіна Навратілова Кенді Рейнолдс | Регіна Маршикова Мартіна Навратілова  | Вірджинія Рузіч Шеррі Екер Пем Шрайвер Сью Баркер                |
| 20 жовтня | Daihatsu Challenge Брайтон, Велика Британія Colgate Series $125,000 – Килим (i) – 32S/16D Одиночний розряд – Парний розряд | Кріс Еверт 6–4, 5–7, 6–3                    | Мартіна Навратілова                | Сільвія Ганіка Грір Стівенс           | Вірджинія Рузіч Гана Мандлікова Діанне Фромгольтц Барбара Поттер |
| 20 жовтня | Daihatsu Challenge Брайтон, Велика Британія Colgate Series $125,000 – Килим (i) – 32S/16D Одиночний розряд – Парний розряд | Кеті Джордан Енн Сміт 6–3, 7–5              | Мартіна Навратілова Бетті Стеве    | Сільвія Ганіка Грір Стівенс           | Вірджинія Рузіч Гана Мандлікова Діанне Фромгольтц Барбара Поттер |
| 20 жовтня | Hit-Union Japan Open Tokyo, Японія Colgate Series $50,000 – Тверде – S/D Одиночний розряд – Парний розряд                  | Маріана Сіміонеску 6–4, 6–4                 | Неріда Грегорі                     | Маріе Пінтерова Дана Гілберт          | Іванна Мадруга Yu Li-Qiao Гайді Айстерленер Джулі Гаррінгтон     |
| 20 жовтня | Hit-Union Japan Open Tokyo, Японія Colgate Series $50,000 – Тверде – S/D Одиночний розряд – Парний розряд                  | Дана Гілберт Mareen Louie Harper 7–5, 7–6   | Неріда Грегорі Маріе Пінтерова     | Маріе Пінтерова Дана Гілберт          | Іванна Мадруга Yu Li-Qiao Гайді Айстерленер Джулі Гаррінгтон     |
| 27 жовтня | Stockholm Open Стокгольм, Швеція Colgate Series $75,000 – Килим (i) – 32S/16D Одиночний розряд – Парний розряд             | Гана Мандлікова 6–2, 6–2                    | Беттіна Бюнге                      | Вірджинія Рузіч Сільвія Ганіка        | Джоанн Расселл Лена Сандін Міма Яушовець Клаудія Коде-Кільш      |
| 27 жовтня | Stockholm Open Стокгольм, Швеція Colgate Series $75,000 – Килим (i) – 32S/16D Одиночний розряд – Парний розряд             | Вірджинія Рузіч Міма Яушовець 6–2, 6–1      | Гана Мандлікова Бетті Стеве        | Вірджинія Рузіч Сільвія Ганіка        | Джоанн Расселл Лена Сандін Міма Яушовець Клаудія Коде-Кільш      |

### Листопад
| Тиждень               | Турнір | Чемпіонки                                   | Фіналістки                   | Півфіналістки                     | Чвертьфіналістки                                            |
| --------------------- | --- | ------------------------------------------- | ---------------------------- | --------------------------------- | ----------------------------------------------------------- |
| 3 листопада           | Seiko Classic Гонконг Colgate Series $50,000 – Тверде – 32S/16D Одиночний розряд – Парний розряд                                                      | Венді Тернбулл 6–2, 6–0                     | Mareen Louie Harper          | Шерон Волш С'юзен Лео             | Джулі Гаррінгтон Неріда Грегорі Джейн Плакетт Лінн Гаррісон |
| 3 листопада           | Seiko Classic Гонконг Colgate Series $50,000 – Тверде – 32S/16D Одиночний розряд – Парний розряд                                                      | Венді Тернбулл Шерон Волш 6–1, 6–2          | Penny Johnson Сільвана Уррос | Шерон Волш С'юзен Лео             | Джулі Гаррінгтон Неріда Грегорі Джейн Плакетт Лінн Гаррісон |
| 3 листопада           | Porsche Tennis Grand Prix Штутгарт, West Німеччина Colgate Series $125,000 – Тверде (i) – 32S/16D Одиночний розряд – Парний розряд                    | Трейсі Остін 6–2, 7–5                       | Шеррі Екер                   | Андреа Єйгер Вірджинія Рузіч      | Міма Яушовець Сільвія Ганіка Пем Тігуарден Ізабель Віллігер |
| 3 листопада           | Porsche Tennis Grand Prix Штутгарт, West Німеччина Colgate Series $125,000 – Тверде (i) – 32S/16D Одиночний розряд – Парний розряд                    | Гана Мандлікова Бетті Стеве 6–4, 7–5        | Кеті Джордан Енн Сміт        | Андреа Єйгер Вірджинія Рузіч      | Міма Яушовець Сільвія Ганіка Пем Тігуарден Ізабель Віллігер |
| 10 листопада          | Florida Federal Open Тампа, USA Colgate Series $125,000 – Ґрунт – 56S/28D Одиночний розряд – Парний розряд                                            | Андреа Єйгер Walkover                       | Трейсі Остін                 | Кетрін Кейл Мері-Лу Деніелс       | Сьюзен Маскарін Енн Вайт Бет Нортон Венді Вайт              |
| 10 листопада          | Florida Federal Open Тампа, USA Colgate Series $125,000 – Ґрунт – 56S/28D Одиночний розряд – Парний розряд                                            | Розмарі Касалс Кенді Рейнолдс 7–6, 7–5      | Енн Сміт Пола Сміт           | Кетрін Кейл Мері-Лу Деніелс       | Сьюзен Маскарін Енн Вайт Бет Нортон Венді Вайт              |
| 10 листопада          | Dutch International Indoors Амстердам, Нідерландські Антильські острови Colgate Series $75,000 – Килим (i) – 32S/16D Одиночний розряд – Парний розряд | Гана Мандлікова 6–2, 6–1                    | Вірджинія Рузіч              | Барбара Поттер Джоанн Расселл     | Рене Блаунт Міма Яушовець Бетті Стеве Гана Страхонова       |
| 10 листопада          | Dutch International Indoors Амстердам, Нідерландські Антильські острови Colgate Series $75,000 – Килим (i) – 32S/16D Одиночний розряд – Парний розряд | Гана Мандлікова Бетті Стеве 7–6, 7–6        | Міма Яушовець Джоанн Расселл | Барбара Поттер Джоанн Расселл     | Рене Блаунт Міма Яушовець Бетті Стеве Гана Страхонова       |
| 17 листопада          | Lion's Cup Tokyo, Японія Non-Tour Турнір $200,000 – Килим (i) – S Одиночний розряд                                                                    | Мартіна Навратілова 6–4, 6–3                | Трейсі Остін                 | Івонн Гулагонг-Коулі Кріс Еверт   |                                                             |
| 17 листопада          | Wightman Cup Лондон, Велика Британія Тверде (i) Team event                                                                                            | США 5–2                                     | GBR                          |                                   |                                                             |
| 24 листопада 7 грудня | Відкритий чемпіонат Австралії з тенісу Мельбурн, Австралія Великий Шолом $200,000 – Трава – 64S/32Q/32D Одиночний розряд – Парний розряд              | Гана Мандлікова 6–0, 7–5                    | Венді Тернбулл               | Мартіна Навратілова Міма Яушовець | Грір Стівенс Пем Шрайвер Вірджинія Рузіч Кенді Рейнолдс     |
| 24 листопада 7 грудня | Відкритий чемпіонат Австралії з тенісу Мельбурн, Австралія Великий Шолом $200,000 – Трава – 64S/32Q/32D Одиночний розряд – Парний розряд              | Бетсі Нагелсен Мартіна Навратілова 6–4, 6–4 | Енн Кійомура Кенді Рейнолдс  | Мартіна Навратілова Міма Яушовець | Грір Стівенс Пем Шрайвер Вірджинія Рузіч Кенді Рейнолдс     |

### Грудень
| Тиждень    | Турнір | Чемпіонки                                        | Фіналістки                    | Півфіналістки                      | Чвертьфіналістки                                                       |
| ---------- | --- | ------------------------------------------------ | ----------------------------- | ---------------------------------- | ---------------------------------------------------------------------- |
| 1 грудня   | New South Wales Open Сідней, Австралія Colgate Series $125,000 – Трава – 56S/32D Одиночний розряд – Парний розряд                        | Венді Тернбулл 3–6, 6–4, 7–6(10–8)               | Пем Шрайвер                   | Сільвія Ганіка Гана Мандлікова     | Мартіна Навратілова Грір Стівенс Сью Баркер Вірджинія Рузіч            |
| 1 грудня   | New South Wales Open Сідней, Австралія Colgate Series $125,000 – Трава – 56S/32D Одиночний розряд – Парний розряд                        | Пем Шрайвер Бетті Стеве 6–1, 4–6, 6–4            | Розмарі Касалс Венді Тернбулл | Сільвія Ганіка Гана Мандлікова     | Мартіна Навратілова Грір Стівенс Сью Баркер Вірджинія Рузіч            |
| 8 грудня   | National Panasonic South Australian Open Аделаїда, Австралія Colgate Series $125,000 – Трава – 56S/32D Одиночний розряд – Парний розряд  | Гана Мандлікова 6–2, 6–4                         | Сью Баркер                    | Бетті Стеве Маріе Пінтерова        | Беттіна Бюнге Клаудія Коде-Кільш Беттіна Бюнге Аманда Тобін            |
| 8 грудня   | National Panasonic South Australian Open Аделаїда, Австралія Colgate Series $125,000 – Трава – 56S/32D Одиночний розряд – Парний розряд  | Пем Шрайвер Бетті Стеве 6–4, 6–3                 | Сью Баркер Шерон Волш         | Бетті Стеве Маріе Пінтерова        | Беттіна Бюнге Клаудія Коде-Кільш Беттіна Бюнге Аманда Тобін            |
| 15 грудня  | Tucson Open Тусон (Аризона), USA Colgate Series (AA) $75,000 – Килим (i) – 32S/16D Одиночний розряд – Парний розряд                      | Трейсі Остін 6–2, 6–0                            | Mareen Louie Harper           | Барбара Поттер Сенді Коллінз       | Шеррі Екер Джоанн Расселл Венді Вайт Мона Геррант                      |
| 15 грудня  | Tucson Open Тусон (Аризона), USA Colgate Series (AA) $75,000 – Килим (i) – 32S/16D Одиночний розряд – Парний розряд                      | Леслі Аллен Барбара Поттер 7–6, 6–0              | Мері-Лу Деніелс Венді Вайт    | Барбара Поттер Сенді Коллінз       | Шеррі Екер Джоанн Расселл Венді Вайт Мона Геррант                      |
| 6 Січ 1981 | Colgate Series Championships Лендовер (Меріленд), U.S. WTA Championships $250,000 – Тверде (i) – 12S/6D Одиночний розряд – Парний розряд | Трейсі Остін 6–2, 6–2                            | Андреа Єйгер                  | Венді Тернбулл Мартіна Навратілова | Круговий турнір Гана Мандлікова Вірджинія Рузіч Кріс Еверт Пем Шрайвер |
| 6 Січ 1981 | Colgate Series Championships Лендовер (Меріленд), U.S. WTA Championships $250,000 – Тверде (i) – 12S/6D Одиночний розряд – Парний розряд | Розмарі Касалс Венді Тернбулл 6–3, 4–6, 7–6(7–5) | Пола Сміт Кенді Рейнолдс      | Венді Тернбулл Мартіна Навратілова | Круговий турнір Гана Мандлікова Вірджинія Рузіч Кріс Еверт Пем Шрайвер |

## Рейтинги
Нижче наведено двадцять перших на кінець року гравчинь у рейтингу WTA в одиночному розряді.
| Одиночний розряд | Одиночний розряд           | Одиночний розряд | Одиночний розряд | Одиночний розряд |
| ---------------- | -------------------------- | ---------------- | ---------------- | ---------------- |
| Ранг             | Гравчиня                   | Пункти           | 1979             | Зміна            |
| 1                | Кріс Еверт (USA)           | 16.829           | 2                | ▲ 1              |
| 2                | Трейсі Остін (USA)         | 15.633           | 3                | ▲ 1              |
| 3                | Мартіна Навратілова (TCH)  | 14.786           | 1                | ▼ 2              |
| 4                | Гана Мандлікова (TCH)      | 10.801           | 17               | ▲ 13             |
| 5                | Івонн Гулагонг-Коулі (AUS) | 10.747           | 4                | ▼ 1              |
| 6                | Біллі Джин Кінг (USA)      | 9.737            | 5                | ▼ 1              |
| 7                | Андреа Єйгер (USA)         | 9.611            | —                | —                |
| 8                | Венді Тернбулл (AUS)       | 9.556            | 7                | ▼ 1              |
| 9                | Пем Шрайвер (USA)          | 8.227            | 33               | ▲ 24             |
| 10               | Грір Стівенс (RSA)         | 8.032            | 12               | ▲ 2              |
| 11               | Вірджинія Рузіч (ROU)      | 7.598            | 13               | ▲ 2              |
| 12               | Діанне Фромгольтц (AUS)    | 7.571            | 6                | ▼ 6              |
| 13               | Кеті Джордан (USA)         | 7.281            | 11               | ▼ 2              |
| 14               | Сільвія Ганіка (FRG)       | 6.248            | 16               | ▲ 2              |
| 15               | Вірджинія Вейд (GBR)       | 5.766            | 8                | ▼ 7              |
| 16               | Сью Баркер (GBR)           | 5.460            | 10               | ▼ 6              |
| 17               | Міма Яушовець (YUG)        | 5.284            | 20               | ▲ 3              |
| 18               | Регіна Маршикова (TCH)     | 5.127            | 14               | ▼ 4              |
| 19               | Беттіна Бюнге (FRG)        | 4.960            | 32               | ▲ 13             |
| 20               | Террі Голледей (USA)       | 4.551            | 26               | ▲ 6              |